# Шолох Тапсаруков
Шолох Тапсаруков (Тепщэрыкъу икъу Щэулэхъу) (? — 1616) — старший князь-валий Кабарды (1609—1616), старший сын князя Тапсарука Таусултанова и внук князя Таусултана (Талостана).

## Биография
Отец Шолоха — Тапсаруко (Тасарук) был союзником князя-валия Кабарды Темрюка Идаровича в борьбе против Пшеапшоко Кайтукина.
После смерти своего отца Шолох Тапсаруков унаследовал его удельное княжество — Талостанию. Происходя из старшей линии кабардинской княжеской династии, Шолох вместе с князьями Кайтукиными претендовал на титул верховного князя Кабарды.
Шолох Тапсаруков был связан родством с крымским ханом и тарковским шамхалом. Зимой 1588—1589 годов у Шолоха гостил крымский царевич Аузачек-салтан, который привез ему жалованье султана и сосватал дочь князя в жены крымскому хану.
Шолох Тапсаруков выступил против Темрюковичей, его поддерживали Алкас Длиляхстанов и его сын Мудар.
В феврале 1589 года князь Шолох Тапсаруков отправил своих послов Савлука Бикана и Лана в Москву, установив официальные отношения с русским царем Фёдором Иоанновичем. От имени Шолоха Тапсарукова они просили царя, " чтоб государь их пожаловал, взял под свою царскую руку и во оборону от их недругов, а они (Талостанов род) государю учнут служить ".
В 1589 году старшим князем-валием Кабарды стал Жансох Кайтукин, получивший поддержку русского правительства. Жансох Кайтукин прибыл в Терки, где принес присягу (шерсть) на верность московскому царю. Однако Жансох, получив царскую грамоту на " большое княжение " в Кабарде, в самой же Кабарде не был избран старшим князем. В том же 1589 году на княжеском съезде старшим князем-валием Кабарды был избран Кайтуко Кайтукин, старший брат Жансоха, не пользовавшийся поддержкой Москвы.
Шолох Тапсаруков отказался признавать Жансоха Кайтукина старшим князем-валием Кабарды. Его поддерживал князь Алхас, князь Джиляхстанеи. Шолох начал борьбу за титул великого князя. Как свидетельствуют грамоты 1589 года русское правительство обращалось к Шолоху и Алхасу с просьбами провести посла С. Г. Звенигородского в Грузию. Шолох и Алхас в ответ выдвинули свои условия, согласно которым требовали угодий и свободной торговли в низовьях Терека. Переговоры сторон, состоявшиеся на Сунже, окончились безрезультатно.
В ноябре 1589 года князь-валий Жансох Кайтукин вместе с Идаровичами-Черкасскими и отрядом русских (750 стрельцов) во главе с Григорием Полтевым вторглись во владения Шолоха Тапсарукова (Талостанию). Союзники разорили более 30 селений в Шолоховой Кабарде. Шолох Тапсаруков вынужден был изъявить покорность и выдать заложников.
Владения Шолоха находились выше владений князя Алкаса, внука Джиляхстана, и включало часть Дарьяльского ущелья.
В 1594 году Шолох Тапсаруков оказал военную помощь шамхалу тарковскому в борьбе против русских войск. Царский воевода Андрей Хворостинин понес большие потери и вынужден был отступить в Терский город. Шолох продолжал укреплять свои позиции и в Кабарде, стремясь завладеть титулом великого князя. Попытка посадить русскими на великое княжение в Кабарде Мамстрюка в конце XVI века не увенчалась успехом: «княжеством кабардинским пожаловал его государь, а в Кабарде княжества ему не дано было».
Шолох Тепсаруков как потомок старшего сына Табулы — Жанхота и имевший все права по старшинству становиться великим князем, несмотря на протесты Москвы. Знаковым событием являлось то, что знатные дворяне Анзоровы, признавая власть Шолоха, присоединили свои владения к Талостании.
Объявление Шолоха Тапсарукова великим князем Кабарды было встречено в Москве враждебно, но ничего не смогло противопоставить данному процессу. В 1601 году воеводы Терского города сообщали, что Шолох «им не служит и не прямит». В 1603 году Шолох Тапсаруков отправил своё посольство в Москву, пытаясь наладить отношения с русским правительством.
Между тем Шолох проводил политику, направленную на пресечение чрезмерного усиления Москвы на Кавказе. В 1605 году по его приказу кабардинский отряд поддержал тарковского шамхала Султан-Магомеда, в борьбе с русским войском под командованием воевод И. М. Бутурлина и О. Т. Плещеева. Русские полки были разгромлены, потеряв 7 тыс. человек " кроме боярских людей ". Сунженский и Койсинский остроги были сожжены. Как пишет А. Бакиханов, 13 тысяч черкесов активно участвовали в разгроме русского войска.
В 1615 году князь-валий Кабарды Шолох Тапсаруков отправил послов в Иран к сефевидскому шаху Аббасу Великому, для налаживания связей между двумя странами.
Во втором десятилетии XVII века обострились отношения между Шолохом и князем Западной Кабарды Казием Пшеапшоковым. Поводом к войне послужило укрывательство Казием мятежного брата Шолоха — Пышта-мурза.
В ноябре 1615 года Шолох Тапсаруков и его старший сын Хорошай-мурза предприняли крупный военный поход на владения своего врага Казия Пшеапшокова. В походе приняли участие большие ногайцы под руководством сына бия Большой Ногайской Орды Иштерека и кумыкские отряды во главе с сыном шамхала тарковского Будачая. В битве были убиты Казий Пшеапшоков и Пышта-мурза. Вместе с Казием погибли его племянники Инармас-мурза Асланбекович, Аксак-мурза Кайтукович, Куденет-мурза Кайтукович, Докшука-мурза Жансохович и Анфоко-мурза Шогенукович.
В том же году после разорения Казиевой кабарды братья убитого Казия — Кул-мурза Кайтуков, Клыч Жансохов и Черегуко Эльбаздукин вместе с терским воеводой Петром Приклонским совершили карательный поход на владения Шолоха, но не смогли добиться полного успеха.
В том же 1616 году по призыву братьев Кази Пшеапшокова крымский хан Джанибек-Гирей во главе большой татарской орды совершил разорительный поход на владения Шолоха Тапсарукова. Несмотря на упорное сопротивление кабардинцев, крымские татары и ногайцы оккупировали район Нижнего Джулата. Через некоторое время старший сын Шолоха — Хорошай-мурза разбил и изгнал противника.
В 1616 году после смерти Шолоха Тапсарукова новым старшим князем-валием Кабарды был избран Куденет Камбулатович Черкасский (1616—1624).
Шолох Тапсаруков имел пять сыновей:
- Хорошай-мурза
- Алкас-мурза
- Таластан-мурза
- Жантемеруко-мурза
- Анфоко-мурза

Хорошай, Алкас и Таластан были схвачены и убиты по приказу князей Мудара Алхасова и Алхо Айтекова. Жантемеруко-мурза был убит в горах, а Анфока-мурза умер бездетным.